# Wojny maoryskie

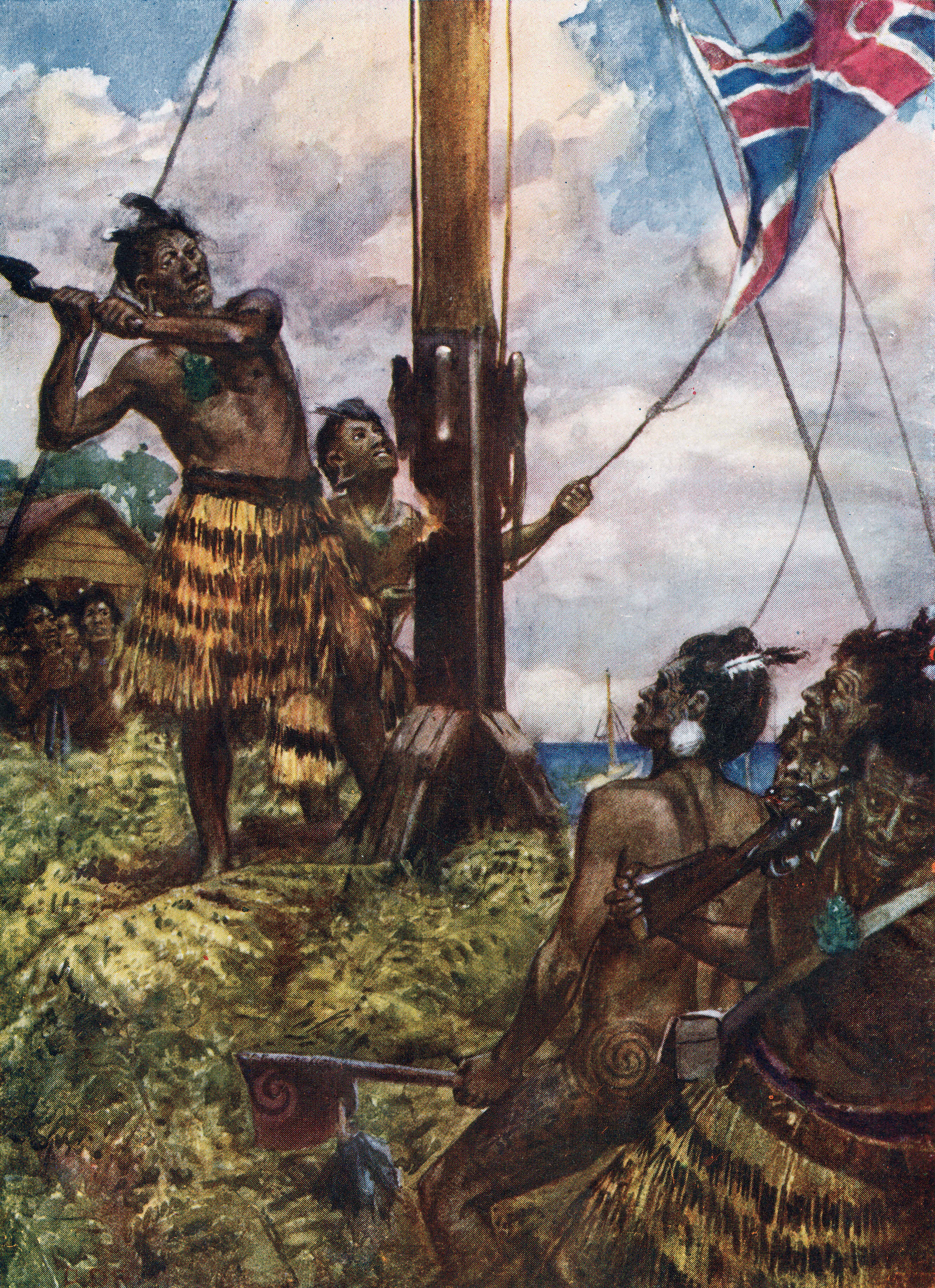
Wojna o maszt flagowy

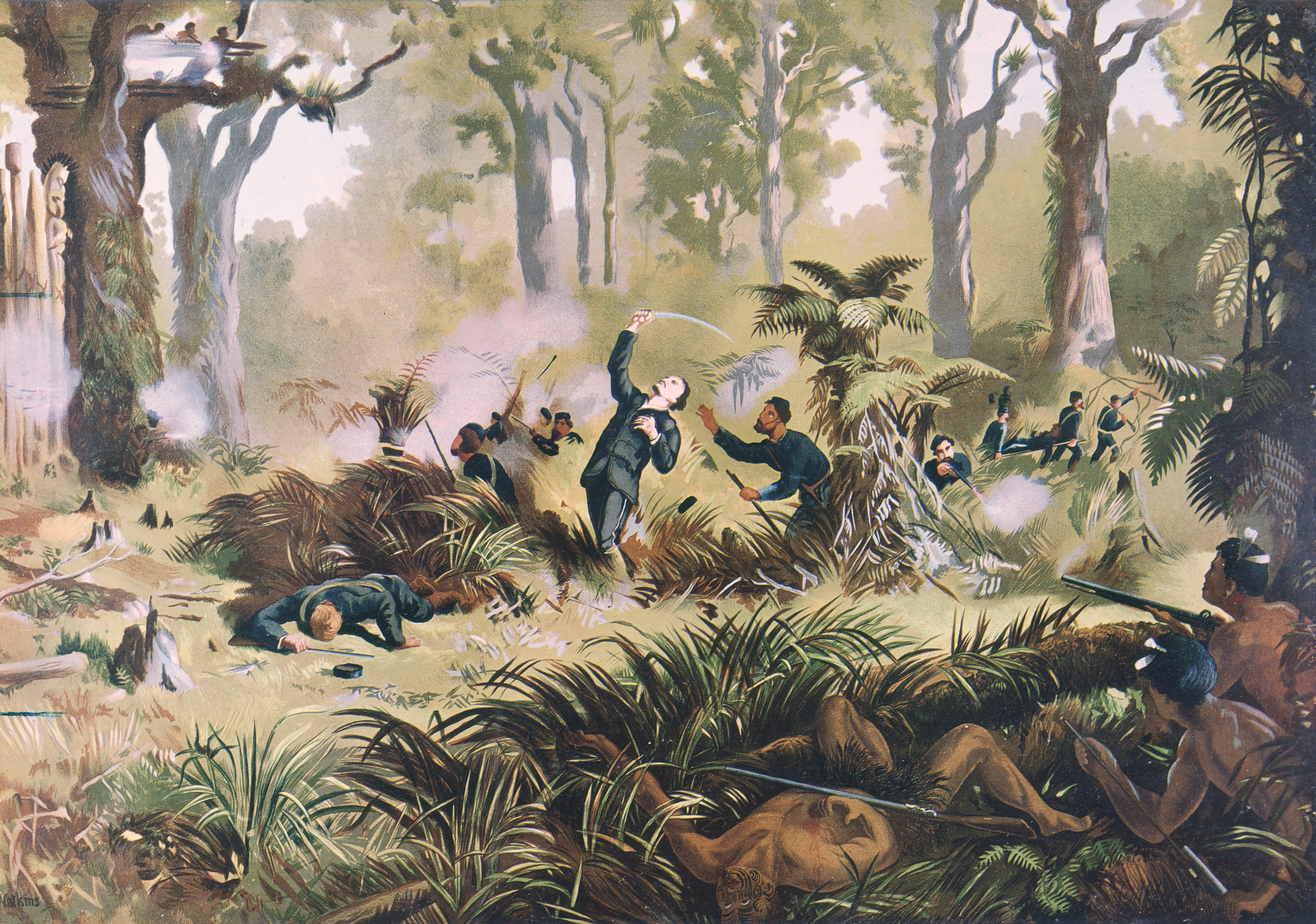
Maoryska zasadzka

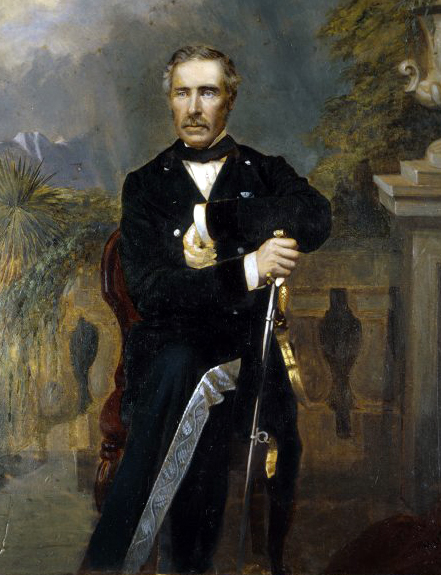
Gubernator George Edward Grey

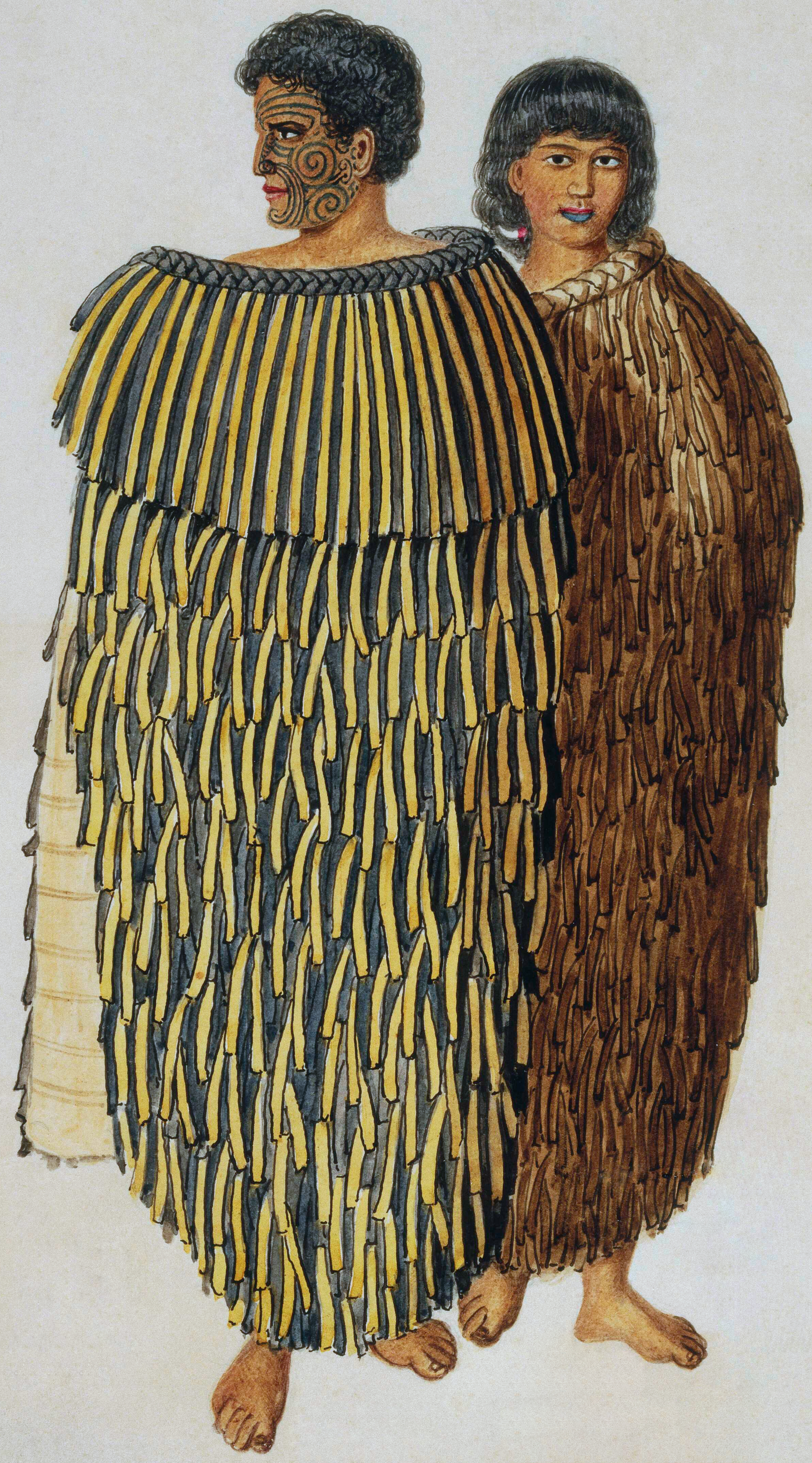
Wódz Hōne Heke i jego żona

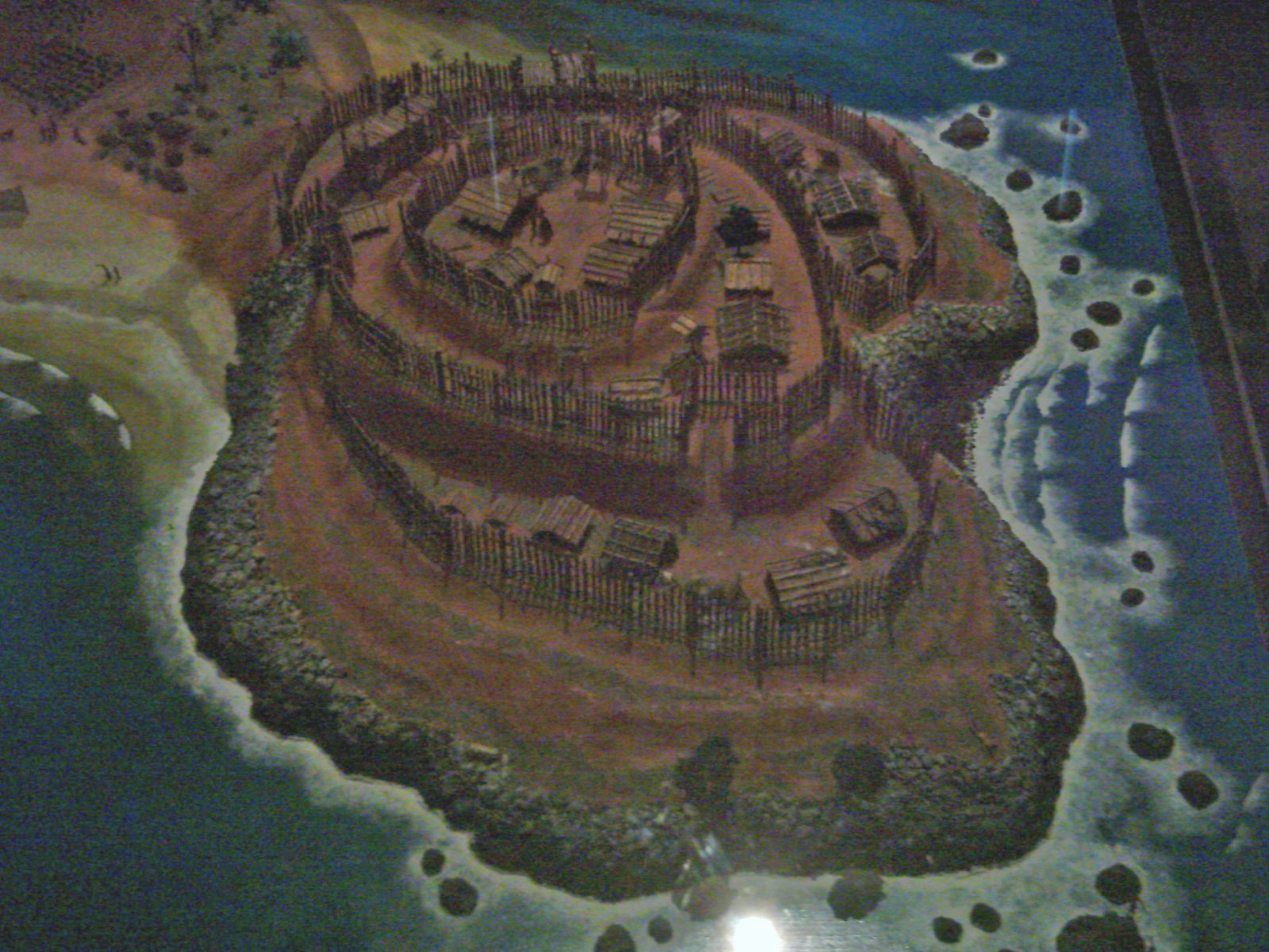
Model mieszkalnego maoryskiego pā

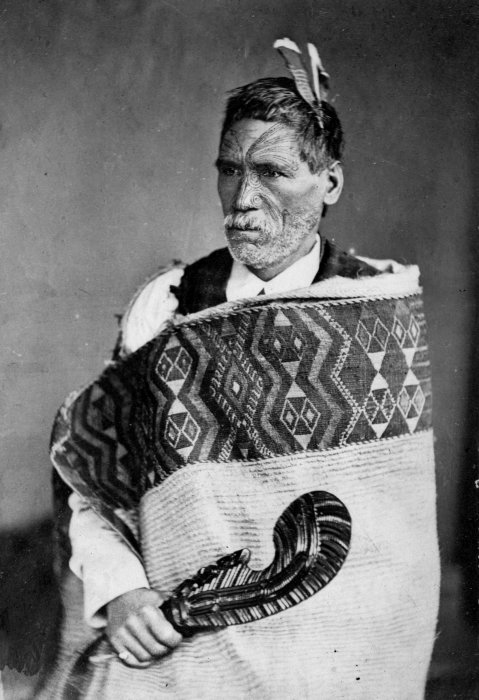
Rewi Maniapoto, twórca „maoryskich Termopil”

Wojny maoryskie (ang. Māori Wars, New Zealand Wars lub The Land Wars) – seria konfliktów, które miały miejsce w Nowej Zelandii między rokiem 1845 a 1872. Przyczyny tych wojen były różnorakie, jednak najważniejszą była sprawa własności ziemskiej Maorysów sprzedawanej nielegalnie białym osadnikom, głównie przez New Zealand Company.
Tzw. Traktat Waitangi, podpisany w roku 1840, gwarantował każdemu maoryskiemu iwi (plemieniu) niezakłócone posiadanie i eksploatowanie zamieszkiwanych przezeń ziem i lasów, korzystania z łowisk i innych taonga (bogactw). Niektóre wczesne zakupy ziemi przez kolonistów opierały się na wątpliwych podstawach, a strony częstokroć kończyły transakcję przed podpisaniem Traktatu. By uniknąć podobnych sytuacji w przyszłości, nowo powołane do życia brytyjskie władze kolonialne wydały zarządzenie, na mocy którego Maorysi mogli sprzedawać swe ziemie wyłącznie Koronie (prawo pierwokupu). Większość kolonistów nie zdawała sobie sprawy, że Maorysi władają swoją ziemią kolektywnie i że zgoda na osiedlenie się na danym terenie nie oznacza jego sprzedaży. W okresie późniejszym władze kolonialne, idąc na rękę osadnikom, zaczęły ignorować postanowienia Traktatu i zezwalać na osadnictwo na terenach, co do których „nie było pewności”, kto jest właścicielem. Maorysi zaczęli przeciwstawiać się zajmowaniu ich ziem przez brytyjskich kolonistów, co w konsekwencji musiało doprowadzić do wybuchu konfliktu.

## Starcia
Pierwsi zabici padli w roku 1843 podczas incydentu na Równinie Wairau na północnym krańcu Wyspy Południowej. Był to odosobniony incydent wywołany przez osadników z okolic miejscowości Nelson, próbujących zająć ziemie należące do plemienia Ngāti Toa, któremu przewodził miejscowy rangatira. Ta źle przeprowadzona i brutalna akcja doprowadziła do śmierci 22 białych i kilku tubylców.
Tzw. Wojna o maszt flagowy miała miejsce na dalekiej północy Nowej Zelandii, wokół Bay of Islands w marcu 1845 i w styczniu 1846 roku. Chodziło tu głównie o mana – godność wodza – i sprawy zwyczajowe. W rzeczywistości była to wojna pomiędzy maoryskimi wodzami, a Brytyjczycy brali w niej udział po jednej ze stron, walcząc o godność Imperium, czyli flagi.
Wkrótce potem miały miejsce kampania w Dolinie Hutt (od lutego do sierpnia 1846) i kampania Wanganui (od kwietnia do lipca 1847) na południowym zachodzie Wyspy Północnej. Te dwa konflikty były już bezpośrednio związane z próbami zagarnięcia ziem maoryskich przez osadników.
W czasie pierwszych trzech konfliktów Maorysi dowiedli, że są kompetentnymi przeciwnikami. Mimo ogromnej przewagi liczebnej nie mieli oni jednak zamiaru wymordować lub wypędzić osadników z Nowej Zelandii. Z pierwszych konfliktów wyciągnęli wniosek, że brytyjskie prawa obowiązują w miastach i osiedlach, maoryskie wszędzie indziej. To przyczyniło się do zapanowania pewnego okresu pokoju i współpracy gospodarczej w latach 1848-1860.
W tym okresie liczba Europejczyków gwałtownie rosła i w roku 1859 Pākehā (obcy) zrównali się liczebnie z Maorysami (około 60 000 po obu stronach). Pākehā zdołali w międzyczasie zapomnieć gorzką lekcję z przeszłości. Dla przeforsowania w większości nielegalnych zakupów ziemi (które kwestionowały ich własne sądy) postanowili wykorzystać przewagę militarną sprowadzając wojska z Australii. Rezultatem tych poczynań był wybuch pierwszej wojny o Taranaki. I tym razem Brytyjczycy musieli uznać, że mają do czynienia z doskonałym przeciwnikiem i po 12 miesiącach zmagań obie strony były gotowe do negocjacji.
Brytyjscy osadnicy nie mogli jednak pogodzić się z myślą, że Maorysi kontrolują i władają większością Wyspy Północnej. W roku 1863 wybuchła – rozpoczęta inwazją Waikato – druga wojna o Taranaki. W połowie lat sześćdziesiątych XIX wieku nasilenie walk oraz wzrost wrogości do białych spowodowało zamknięcie wszystkich maoryskich szkół.
W latach 1864–68 panował względny spokój. Prawdopodobnie najgłośniejszym incydentem tego czasu było zamordowanie misjonarza Carla Volknera. Doszło też do dwóch utarczek międzyplemiennych, pomiędzy zwolennikami i przeciwnikami nowego kultu Pai Mārire (zwanego też sektą Hau Hau), zdecydowanie anty-europejskiego ruchu religijnego, którego wyznawcy dążyli do destabilizacji współpracy Maorysów z Pākehā. Starcia te czasami określane są mianem wojen na Przylądku Wschodnim, ale takie określenie stanowi zwykłe uproszczenie serii ówczesnych konfliktów.
Ostatnimi poważnymi starciami były tzw. wojna Te Kootiego i wojna Tītokowaru. Toczyły się w tym samym czasie, ale winny być uważane za zupełnie niezależne konflikty. Na tym w zasadzie skończyły się główne, krwawe wojny pomiędzy władzami kolonii i rzeczywistymi gospodarzami wysp.
W okresie późniejszym dochodziło do licznych incydentów, będących odpryskami głównego konfliktu, ale nie są one obejmowane terminem wojen maoryskich. Jednym z nich była tzw. „inwazja Parihaka” w roku 1881. Innym była wojna o psie podatki, a także aresztowanie Rui Kenany w 1916 roku. Również wydarzenia mające miejsce w Bastion Point w latach siedemdziesiątych XX wieku można zaszeregować jako tego samego rodzaju incydent.

## Przeciwnicy
Po roku 1859 liczebność Europejczyków na Nowej Zelandii zaczęła szybko przerastać populację Maorysów. Ci drudzy, przede wszystkim z powodu nieznanych na wyspach chorób zakaźnych, zaczęli gwałtownie wymierać, do tego stopnia, że niektórym obserwatorom wydawało się, że są na drodze do ostatecznej zagłady. W tym samym czasie wyładowane imigrantami statki docierały do Auckland niemal co tydzień.
Były i inne dysproporcje: brytyjskie siły imperialne były zaopatrywane i opłacane przez Koronę, nie przez niezbyt zasobnych osadników. W tej sytuacji Maorysi musieli walczyć z jednym z czołowych mocarstw świata. Na dodatek Maorysi bazowali na gospodarce agrarnej – wojownicy byli przede wszystkim rolnikami. Jako tacy mogli tylko dwa do trzech miesięcy w roku poświęcać na walkę, by rychło powrócić do swych domów i pól. Udało im się wprawdzie wypracować system zmian w odniesieniu do dłużej trwających zmagań, ale nigdy nie mogli rzucić do walki wszystkich swych sił.
Podczas inwazji Waikato, która stanowiła najpoważniejszy z konfliktów, Brytyjczycy mieli do dyspozycji 18 000 żołnierzy (jednorazowo 14 000) uzbrojonych w działa, karabiny powtarzalne i granaty, podczas gdy Maorysi mogli liczyć na cztery do pięciu tysięcy wojowników, z czego do boju stawała połowa lub mniej ze strzelbami i sztucerami w ręku.
Żadna z wojen nie była konfliktem wyłącznie dwóch stron. W niektórych przypadkach brały w nich udział aż cztery.
Maorysi byli zawsze po obu stronach konfliktu, walcząc to po stronie Brytyjczyków, to przeciw nim. Podczas „wojny o maszt flagowy” maoryscy sprzymierzeńcy działali zupełnie niezależnie od brytyjskiego dowództwa; wódz Tāmati Wāka Nene uważał Hōne Heke za swego osobistego wroga. Jedyna poważna bitwa pod Waimate Pa, kiedy to naprawdę walczono na śmierć i życie, obyła się bez najmniejszego udziału Brytyjczyków.
W latach siedemdziesiątych XIX wieku, podczas wojny Te Kooti'ego, liczni Maorysi walczyli po stronie wojsk kolonialnych. Wódz Ngāti Porou sformował swój własny regiment. Jednakże Māori byli sprzymierzeńcami tylko do czasu. Gdy ich interesy zaczynały kłócić się z interesami Pākehā, wybierali własną drogę i często przyłączali się do powstańców.
Pākehā również dzielili się na przeciwstawne ugrupowania. Jednym z nich były brytyjskie wojska imperialne – w tym oddziały sprowadzone z Australii – oraz różne oddziały miejscowej milicji złożonej z osadników, które w przyszłości miały stać się zalążkiem armii nowozelandzkiej. W pierwszej wojnie udział brały regularne siły armii imperialnej, przypuszczalnie wspomagane przez nielicznych osadników. W wojnie o Taranaki zaangażowane były zorganizowane oddziały osadniczej milicji. Rząd brytyjski był coraz bardziej niechętny angażowaniu się w wojny na terytorium Nowej Zelandii. By pozyskać wsparcie dla planowanej inwazji Waikato, gubernator George Grey posunął się do fałszywego naświetlenia obrazu sytuacji Urzędowi ds. Kolonii w Londynie. Konflikt, który przeszedł do historii jako druga wojna o Taranaki, wybuchł generalnie w reakcji Maorysów na hurtową konfiskatę ich ziem przez władze kolonii, które dla stłumienia rebelii wykorzystały siły imperialne; pod koniec kampanii ich dowódca, gen. Duncan Cameron, złożył w proteście rezygnację.
Ostatnie oddziały brytyjskie zostały wycofane z Nowej Zelandii w roku 1870; było to zgodne zarówno z polityką „samostanowienia kolonii” premiera Fredericka Welda jak i przeprowadzoną przez Edwarda Cardwella reformą armii brytyjskiej.
Kilku brytyjskich osadników walczyło po stronie Maorysów; nieliczni wprawdzie, ale zawsze wśród przybyszów znajdowali się tacy, którzy identyfikowali się z Maorysami. Zwano ich Pākehā Māori, czyli obcymi, którzy stali się Maorysami. Najbardziej chyba znanym był Kimball Bent, który był rusznikarzem Tītokowaru, a później został znanym tohunga (kapłanem).
Wśród osadników istniał także silny ruch antywojenny. Na czele ugrupowania stało Towarzystwo Misjonarzy Kościoła Anglikańskiego oraz znani humaniści, przeciwstawiający się agresywnym działaniom władz i konfiskacie ziemi. Byli wśród nich biskup George Augustus Selwyn, archidiakon Octavius Hadfield, sędzia William Martin, polityk z Wyspy Południowej James Fitzgerald i wiele innych znanych osobistości. Bardzo aktywne podczas pierwszej wojny o Taranaki, ugrupowanie podzieliło się wkrótce na dwie frakcje: jedni sprzeciwiali się inwazji Waikato, drudzy maoryskiemu ruchowi Kingitanga. W rezultacie część z nich zaczęła popierać działania władz, szczególnie gdy uderzenia odwetowe Maorysów spowodowały zagrożenie dla życia misjonarzy. Bp Selwyn, który poparł inwazję, utracił w oczach przeciwników wojny twarz i musiał ze wstydem opuścić kraj. Niektórzy misjonarze próbowali przeciwstawiać się hurtowej konfiskacie maoryskich ziem, ale byli przez władze ignorowani.

## Strategia i taktyka
Armia Brytyjska składała się z zawodowych żołnierzy, którzy zdobywali doświadczenie na wielu polach bitew Imperium Brytyjskiego, zwłaszcza w Indiach i Afganistanie. Dowodzili nimi oficerowie wyszkoleni przez ludzi, którzy walczyli jeszcze pod Waterloo. Bojownicy maoryscy byli wojownikami z pokolenia na pokolenie, a wielu z nich brało udział w wojnie muszkietów, 20-letnich bojach międzyplemiennych.
Każda ze stron uznała sposób prowadzenia wojny przez przeciwnika za całkowicie niepojęty. Brytyjczycy byli przygotowani na prowadzenie działań w stylu europejskim, sprawdzającym się wszędzie gdzie indziej na świecie: napotykając pozycję obronną przeciwnika atakowali, a przeciwnik jej bronił. Dochodziło do bitwy lub oblężenia, a następnie zdobywania pozycji. Tymczasem Maorysi walczyli o mana i zdobycze gospodarcze: niewolników, dobra doczesne i ziemię.
Pierwszą brytyjską akcją w wojnie o maszt flagowy było zdobycie i zniszczenie umocnień Pomare Pā w pobliżu Kororareki. Było to ważne osiedle Maorysów, więc według europejskich standardów było to zwycięstwo brytyjskie; tymczasem dla Māori, którzy uszli bezpiecznie z bronią, nie była to żadna przegrana.
Następnie Brytyjczycy postanowili powtórzyć akcję przeciwko Kawiti Pā w Puketapu. To jednak nie było warowne osiedle mieszkalne, lecz silny fort zbudowany tylko po to, by sprowokować Brytyjczyków do ataku. Pā znajdowało się kilka kilometrów w głębi bardzo niewygodnego dla piechoty terenu – głębokie i strome parowy, gęsto porośnięte zbitymi krzakami wzgórza i oblepiające wszystko błoto. Żołnierze byli bardzo wyczerpani, nim wreszcie dotarli do podnóży pā. Następnego dnia podjęli próbę frontalnego ataku, ale nagle przekonali się, że okoliczne parowy i krzaki pełne są celnie strzelających wojowników. Niektórzy żołnierze dotarli aż do palisady, tylko po to by przekonać się, że grubych drewnianych bali przy pomocy karabinów pokonać się nie da. Po kilku godzinach mozolnych, lecz bezskutecznych prób Brytyjczycy wycofali się. W drodze ku wybrzeżu nie byli atakowani.
Próba zdobycia Puketapu Pā była typowym elementem maorysko-brytyjskich zmagań. Māori wznosili ufortyfikowaną pā, czasami bardzo blisko brytyjskich pozycji, prowokując tym samym Brytyjczyków do ataku. W europejskim pojęciu marsz na nieprzyjacielską fortecę powinien doprowadzić do bitwy. Jednakże Māori zdawali sobie sprawę, że w otwartej bitwie w polu poniosą ogromne straty (kilkakrotnie doszło do takiej konfrontacji), więc starali się tego unikać i ograniczali się do zadawania strat wrogowi w oparciu o umocnienia.
Słowo „pa” odnosi się do obronnych wiosek Maorysów. Zawsze wznoszone były jako punkty oporu, ale najczęściej były zamieszkane. Puketapu Pa, a następnie Ohaeawai Pa, były pierwszymi tzw. „nowoczesnymi pa”, budowanymi po to, by walczyć z nieprzyjaciółmi uzbrojonymi w broń palną. Silna drewniana palisada była z zewnątrz okładana stosami krzewów Phormium tenax (tęgosza), w których twardych, włóknistych liściach grzęzła większość pocisków. Palisada miała często kilkucentymetrową szczelinę u podstawy, co umożliwiało prowadzenie ostrzału z poziomu gruntu, zamiast ze szczytu umocnień. Czasami w palisadzie pojawiały się przerwy, ale te prowadziły do śmiertelnych pułapek. Za palisadą znajdował się system okopów i punktów strzeleckich, a w okresie późniejszym także schronów skutecznie osłaniających obrońców przed ogniem artylerii. Budowane były najczęściej tak, by uniemożliwić całkowite okrążenie, ale ze zwykle jedną stroną pozwalającą na atak z wybranego przez obrońców kierunku. Maorysi wznosili swe pā łatwo i szybko – L-Pā w Waitara została usypana przez osiemdziesięciu mężczyzn w ciągu jednej nocy. Brytyjczycy tracili czas na organizowanie skomplikowanych, często długotrwałych ekspedycji mających na celu zdobycie jakiejś pā, na co tracili mnóstwo amunicji i ludzi w kilku atakach po to tylko, by zastać pā opuszczoną przez obrońców. Wkrótce potem kolejna pā pojawiała się w równie niedostępnym miejscu. Czasami pā były budowane seryjnie – zwłaszcza podczas pierwszej wojny o Taranaki, kiedy to utworzyły one kordon otaczający miejscowość New Plymouth.
Przez długi czas pā z powodzeniem neutralizowały ogromną przewagę nieprzyjaciela w liczbie wojsk i uzbrojeniu. Podczas prób zdobycia Ohaeawai Pā w roku 1845 i Gate Pā w 1864 brytyjskie siły kolonialne przekonały się, że próby frontalnego ataku nie przynoszą zwycięstw, a jedynie ogromne straty. W Gate Pā, podczas kampanii w Taurandze w roku 1864, Maorysi wytrzymali całodniowy ostrzał artyleryjski skryci w swych głębokich schronach. Gdy palisada została zburzona, Brytyjczycy ruszyli do szturmu pewni zwycięstwa, ale w tym samym momencie Maorysi zaczęli strzelać ze swych ukrytych stanowisk, zabijając 38 żołnierzy i raniąc wielu więcej. W tej bitwie Pākehā ponieśli największe straty w czasie wojen maoryskich. Wojsko odstąpiło, a Maorysi, jak to mieli w zwyczaju, opuścili pā.
Siły brytyjskie wkrótce znalazły skuteczny sposób na neutralizację maoryskich pā. Tanie wprawdzie i łatwe w budowie pā wymagały zaplecza w postaci zaopatrzenia i siły roboczej. Wraz ze zniszczeniem podstaw gospodarki maoryskiej w regionie, co równało się destrukcji społeczności plemiennej, były niemożliwe do utrzymania. Tym właśnie celom służyły głębokie rajdy brytyjskie na maoryskie zaplecze podczas drugiej wojny o Taranaki.
Jednak największym problemem Maorysów było to, że ich społeczność nie była w stanie wspierać długotrwałej kampanii. Maoryjski wojownik był przede wszystkim rolnikiem i nie mógł pozostawać zbyt długo poza domem. Wojska brytyjskie składały się z żołnierzy zawodowych, którzy – opłacani i zaopatrywani przez Koronę – mogli pozostawać w polu niemal w nieskończoność. Nie mogąc pokonać Maorysów w bitwach, mogli ostatecznie wygrać wojnę.

## Po wojnach
Władze odebrały Maorysom ogromne połacie ziemi w oparciu o dokument zwany New Zealand Settlements Act z roku 1863, rzekomo w odwecie za wybuch powstania. W rzeczywistości ziemie konfiskowano zarówno „buntowniczym”, jak i „lojalnym” plemionom. W sumie skonfiskowano ponad 16 000 km² gruntów. I chociaż w czasach dzisiejszych ponad połowę zwrócono lub opłacono Maorysom, mało kiedy zwrot dotyczył oryginalnych, pierwotnych właścicieli. Konfiskaty negatywnie wpłynęły na gospodarczą i socjalną sytuacją większości plemion.
Wojny maoryskie trwają nadal, ale dzisiejsze bitwy toczone są w sądach i przy „okrągłych stołach” negocjacji. Ustalenia tzw. Waitangi Tribunal wykazały liczne oszustwa strony rządowej i – w jednym przypadku – strony maoryskiej.
Korona uznała, że niektóre działania wojenne i konfiskacje stanowiły naruszenie postanowień traktatu Waitangi, w konsekwencji złożyła wyrazy współczucia i przeprosiła plemiona Waikato TainuiTaranaki oraz te z okolic Bay of Plenty.